# Lucas Silva Rodrigues
Lucas Silva Rodrigues (Pouso Alegre, 4 luglio 1999) è un calciatore brasiliano, difensore della Ferroviária.

## Caratteristiche tecniche
È un terzino destro.

## Carriera
Cresciuto nel settore giovanile del Capivariano, trascorre i primi anni di carriera nei campionati statali di San Paolo, dove gioca nella terza divisione e colleziona 15 incontri di Copa Paulista con la maglia del Comercial-SP. Nel gennaio 2020 passa in prestito al Bahia che lo impiega in un incontro del Campionato Baiano contro lo Jacobina, dopodiché viene ceduto in prestito in Uruguay al Plaza Colonia. Fa il suo esordio fra i professionisti il 17 ottobre in occasione del match di Primera División Profesional perso 3-0 contro il Cerro Largo.

## Statistiche
Statistiche aggiornate al 30 novembre 2020.

### Presenze e reti nei club
| Stagione        | Squadra         | Campionato      | Campionato | Campionato | Coppe nazionali | Coppe nazionali | Coppe nazionali | Coppe continentali | Coppe continentali | Coppe continentali | Altre coppe | Altre coppe | Altre coppe | Totale | Totale | Totale |
| Stagione        | Squadra         | Comp            | Pres       | Reti       | Comp            | Pres            | Reti            | Comp               | Pres               | Reti               | Comp        | Pres        | Reti        | Pres   | Reti   |        |
| --------------- | --------------- | --------------- | ---------- | ---------- | --------------- | --------------- | --------------- | ------------------ | ------------------ | ------------------ | ----------- | ----------- | ----------- | ------ | ------ | ------ |
| 2018            | Capivariano     | A3/SP           | 2          | 0          |                 | -               | -               |                    | -                  | -                  |             | -           | -           | 2      | 0      |        |
| 2019            | Capivariano     | A3/SP           | 4          | 1          |                 | -               | -               |                    | -                  | -                  |             | -           | -           | 4      | 1      |        |
| 2019            | Comercial-SP    | A3/SP           | 0          | 0          |                 | -               | -               |                    | -                  | -                  | CP          | 15          | 3           | 15     | 3      |        |
| 2020            | Bahia           | PD/BA+A         | 0+1        | 0          | CB              | 0               | 0               |                    | -                  | -                  |             | -           | -           | 1      | 0      |        |
| 2020            | Capivariano     | A3/SP           | 2          | 0          |                 | -               | -               |                    | -                  | -                  |             | -           | -           | 2      | 0      |        |
| 2020            | Plaza Colonia   | PD              | 4          | 0          |                 | -               | -               | CS                 | 0                  | 0                  |             | -           | -           | 4      | 0      |        |
| Totale carriera | Totale carriera | Totale carriera | 13         | 1          |                 | 0               | 0               |                    | 0                  | 0                  |             | 15          | 3           | 28     | 4      |        |

## Palmarès

### Club

#### Competizioni statali
- Troféu Inconfidência: 1

Pouso Alegre: 2021